# Jonathan Groff
Jonathan Drew Groff (ur. 26 marca 1985 w Lancaster w Pensylwanii) – amerykański aktor i piosenkarz. Zadebiutował na Broadwayu grając główną rolę Melchiora w rockowym musicalu Przebudzenie wiosny, za którą w 2007 otrzymał nominację do nagrody Tony. Znany głównie z roli Jessiego St Jamesa w serialu Glee, emitowanego przez stację FOX oraz króla Jerzego III w musicalu Hamilton.

## Życiorys

### Wczesne lata
Urodził się w Lancaster, w stanie Pensylwania jako syn Julie, nauczycielki wychowania fizycznego, i Jima, trenera koni. Ma starszego brata, Davida. W 2003 ukończył szkołę średnią Conestoga Valley High School, po czym rozpoczął prace na Broadwayu przy musicalu In My Life.
Jonathan Groff jest kuzynem Jamesa Wolperta, półfinalisty piątego sezonu The Voice.

### Kariera
Groff otrzymał swoją pierwszą rolę w 2005 w musicalu My Life Josepha Brooksa. Dostał także rolę Melchiora Gabor w broadwayowskiej produkcji Spring Awakening (Przebudzenie wiosny), którą grał od 10 grudnia 2006 do 18 maja 2008. W kwietniu 2007 został nominowany do nagrody Drama Desk za rolę w Spring Awakening. Natomiast w maju 2007 roku został nominowany do nagrody Tony dla najlepszego pierwszoplanowego aktora za swój występ w musicalu, jednak nagrodę otrzymał David Hyde Pierce.
Występował również jako Michael Lang w filmie Anga Lee Zdobyć Woodstock. Wystąpił gościnnie w serialu Glee jako Jesse St. James, główny wokalista chóru Vocal Adrenaline.
Groff podkładał głos postaci Kristoffa w filmie Kraina lodu.
W serialu Spojrzenia (Looking, 2014), wyprodukowanym przez kanał HBO, zagrał pierwszoplanową postać homoseksualisty Patricka Murraya. W wyprodukowanym przez Netflix serialu Mindhunter (2017) wcielił się w rolę agenta specjalnego FBI.

## Życie prywatne
W październiku 2009 Groff poinformował podczas Marszu Równości Narodowej w Waszyngtonie, że jest dumnym gejem. W latach 2009–2010 był w związku z Gavinem Creelem. Następnie od 2010 do 2013 spotykał się z Zacharym Quinto.

## Role

### Teatralne
| Rok  | Produkcja                         | Rola                         | Teatr                     |
| ---- | --------------------------------- | ---------------------------- | ------------------------- |
| 2005 | Fame                              | Nick Piazza                  | North Shore Music Theatre |
| 2005 | Fame                              | Nick Piazza                  | Music Box Theatre         |
| 2006 | Spring Awakening                  | Melchior Gabor               | Atlantic Theatre Company  |
| 2006 | Spring Awakening                  | Melchior Gabor               | Eugene O'Neill Theatre    |
| 2007 | Hair                              | Claude Hooper Bukowski       | Delacorte Theatre         |
| 2008 | Hair                              | Claude Hooper Bukowski       | Delacorte Theatre         |
| 2008 | Prayer for My Enemy               | Billy Noone                  | Playwrights Horizons      |
| 2009 | The Singing Forest                | Gray Korankyi/ Walter Rieman | The Public Theater        |
| 2009 | The Bacchae                       | Dionysus                     | Delacorte Theatre         |
| 2010 | Deathtrap                         | Clifford Anderson            | Noël Coward Theatre       |
| 2011 | The Submission                    | Danny Larsen                 | Lucille Lortel Theatre    |
| 2012 | Red                               | Ken                          | Mark Taper Forum          |
| 2012 | Red                               | Ken                          | L.A. Theatre Works        |
| 2013 | The Pirates of Penzance (koncert) | Frederic                     | Delacorte Theatre         |
| 2015 | Hamilton                          | King George III              | Public Theatre            |

### Telewizyjne
| Rok       | Tytuł             | Rola                |
| --------- | ----------------- | ------------------- |
| 2007      | Tylko jedno życie | Henry Mackler       |
| 2008      | Pretty/Handsome   | Patrick Fitzpayne   |
| 2010–2015 | Glee              | Jesse St. James     |
| 2012      | Żona idealna      | Jimmy Fellner       |
| 2012      | Boss              | Ian Todd            |
| 2014–2015 | Spojrzenia        | Patrick Murray      |
| 2014      | Odruch serca      | Craig Donner        |
| od 2017   | Mindhunter        | Holden Ford         |
| 2019      | Simpsonowie       | Bart Simpson (głos) |

### Filmy fabularne
| Rok  | Tytuł                         | Rola            |
| ---- | ----------------------------- | --------------- |
| 2009 | Zdobyć Woodstock              | Michael Lang    |
| 2010 | The Conspirator               | Louis Weichmann |
| 2010 | Twelve Thirty                 | Jeff            |
| 2013 | C.O.G.                        | Samuel          |
| 2013 | Kraina lodu (Frozen)          | Kristoff (głos) |
| 2014 | Sophie (film krótkometrażowy) | Ben             |
| 2014 | Snajper                       | młody Vet Mads  |
| 2017 | Kraina lodu. Przygoda Olafa   | Kristoff (głos) |
| 2019 | Kraina lodu II                | Kristoff (głos) |
| 2021 | Matrix Zmartwychwstania       | agent Smith     |